# 28-بت
كان Norsk Data ND-505 هو الحاسب الوحيد بـ 28-بت، وكان في الأساس آلة 32-بت بست أسلاك في ناقل العناوين. وقد أزيلت وكان السبب في ذلك لتستطيع بيعها إلى دول الستار الحديدي، وتتجنب حظر CoCom لأجهزة 32-بت.